# 倫代
倫代是伊朗的城市，位於該國西南部札格羅斯山脈西部，由科吉盧耶－博韋艾哈邁德省負責管轄，距離首府亞蘇季115公里，海拔高度741米，2006年人口10,540。